# Neil Eckersley
Neil J. Eckersley  (ur. 5 kwietnia 1964 w Bolton) – brytyjski judoka. Brązowy medalista olimpijski z Los Angeles (1984).
Brał udział w dwóch igrzyskach (IO 84, IO 88). W 1984, pod nieobecność sportowców z części krajów z tzw. Bloku Wschodniego, zajął trzecie miejsce w najniższej kategorii - ekstralekkiej. Był brązowym medalistą mistrzostw  Europy w 1987 i 1988.